# El alquimista descubriendo el fósforo
El alquimista descubriendo el fósforo, también conocido en español como El alquimista en busca de la piedra filosofal, es una obra del pintor inglés Joseph Wright finalizada en 1771 y retocada en 1795. Su nombre completo en inglés es “The Alchymist, in Search of the Philosopher’s Stone, Discovers Phosphorus, and prays for the successful Conclusion of his operation, as was the custom of the Ancient Chymical Astrologers” (en español El alquimista, en busca de la piedra filosofal, descubre el fósforo y ruega por el éxito y la conclusión de su obra como era la costumbre de los antiguos astrólogos alquimistas).

## Historia
Joseph Wright nacido en 1734, fue alumno del pintor Thomas Hudson, dedicándose inicialmente a pintar retratos para luego cambiar su estilo a fin de realizar cuadros con personajes, temas y paisajes pintados con un acentuado claroscuro y vistos bajo una luz artificial, fue precisamente este estilo el que lo llevaría destacar como uno de los mejores pintores de la Revolución Industrial.
Se cree que la escena de la obra pictórica está inspirada en el alquimista del siglo XVII Hennig Brand de Hamburgo, quien precisamente, al tratar de conseguir la piedra filosofal, sometió grandes cantidades de orina a evaporación y luego los residuos a calcinación, obteniendo una sustancia blanca y luminosa, que posteriormente fue nombrada "fósforo" y clasificada como elemento químico.

## Descripción
La pintura muestra tratando de crear la piedra filosofal que tendría la facultad de transformar cualquier metal ordinario en oro, pero en lugar de ello, para su sorpresa, descubre el fósforo. Wright no pintó al alquimista en un ambiente del siglo XVII, sino en una habitación medieval, según la visión romántica, con arquerías góticas y altas ventanas puntiagudas como si estuviera en una iglesia.
Wright también otorgó connotaciones religiosas al óleo. El alquimista se encuentra arrodillado frente a un recipiente brillante, extendiendo sus brazos en un gesto similar al usado por El Greco al pintar a "San Francisco recibiendo los estigmas" (1585) o "San Jerónimo penitente" (1612). Se ha comparado dicha postura y las transfiguración del rostro por la luz, a la de un discípulo de Cristo presenciando la institución de la eucaristía.